# Монтгомери, Джеймс (футболист)
Джеймс Монтго́мери (англ. James Montgomery; октябрь 1890 — 14 ноября 1960), также известный как Джи́мми Монтго́мери — английский футболист, выступавший на позиции правого хавбека.

## Биография
Родился в Ньюфилде, графство Дарем, в 1890 году в шахтёрской семье. Играл за «Глоссоп» во Втором дивизионе. В марте 1915 года стал игроком «Манчестер Юнайтед». Дебютировал за клуб 13 марта 1915 года в матче против «Брэдфорд Сити» на «Олд Траффорд». В оставшихся играх сезона 1914/15 выходил на поле ещё 10 раз. Дальнейшие официальные турниры были прекращены из-за начала войны. Монтгомери был призван в армию и проходил службу в рядах Королевского иннискиллингского фузилерного полка. Подвергся германской атаке с применением боевых газов, был госпитализирован, а затем возвращён к службе. За активное участие в боевых действиях был награждён военными медалями и завершил войну в звании ефрейтора.
После завершения войны вернулся в «Манчестер Юнайтед». В сезоне 1919/20 провёл за команду 14 матчей и забил 1 мяч. В сезоне 1920/21 провёл за «Юнайтед» только 2 матча, одновременно являясь тренером молодёжной команды. В октябре 1921 года принял решение о завершении карьеры. Всего провёл за клуб 27 матчей и забил 1 мяч.
Умер 14 ноября 1960 года в возрасте 70 лет.